# Thailands historia
Thailands historia börjar med taifolkens utvandring från nuvarande södra Kina till sydöstra Asien runt 900-talet av vår tideräkning. Innan taifolkens ankomst till Thailand dominerade andra folkslag såsom mon, khmerer, lawa och malajer i området. Thaifolken grundade senare sina egna riken i nuvarande Thailand såsom kungarikena Lan Na, Sukhothai och Ayutthaya. Dessa riken förde krig mot varandra och var ständigt hotade av khmererna, Burma och Vietnam. Långt senare kom hotet från europeiska kolonialmakter på 1800- och början av 1900-talet, men Thailand lyckades undvika, som enda sydostasiatiska nation, att hamna under kolonialstyre. Efter att den absoluta monarkin avskaffats 1932 genomlevde Thailand nästan 60 år av permanent militärdiktatur innan demokrati infördes.

## Sukhothai och Lan Na (Lannathai)
Huvudartikel: Sukhothai
Thailändarna menar traditionellt att deras första egentliga nation grundades på 1200-talet. Enligt traditionen ska thailändska hövdingar ha uppnått självständighet från khmerernas rike Angkor i staden Sukhothai som 1238 etablerades som ett självständigt kungadöme av Pho Khun Si Indrathit. Kungadömet hade en kort storhetstid och kom sedan att domineras av tairiket Ayutthaya som skulle komma att dominera södra och centrala Thailand till 1700-talet.
Samtida med Sukhothai var den nordliga staten Lan Na. Detta rike uppstod samtidigt med Sukhothai men överlevde längre. Dess självständighet upphörde 1558 då riket erövrades av Burma. Därefter regerades det växelvis av Burma och Ayutthaya innan det 1775 erövrades av kung Taksin av Siam.

## Ayutthaya
Huvudartikel: Ayutthaya
Den första kungen av Ayutthaya, Ramathibodi I, gjorde två viktiga bidrag till Thailands historia: han gjorde den buddhistiska grenen Theravada till officiell religion – för att särskilja sitt land från det intilliggande hinduiska kungariket Angkor – och sammanställandet av Dharmashastra, en lagtext baserad på hinduiska källor och thailändska sedvanor. Dharmashastran kvarstod som en del av thailändsk lagstiftning fram till sent 1800-tal. Med början med portugiserna på 1500-talet hade Ayutthaya en del kontakter med västerlandet men fram till 1700-talet var det främst kontakterna med grannländerna Indien och Kina som var av betydelse. Tack vare sitt strategiska läge mellan Kina och Indien och toleransen mot utländska handelsmän blev Ayutthaya rikt på handel. Ayutthaya dominerade ett avsevärt område, från de islamiska staterna på Malackahalvön till stater i vad som nu är norra Thailand. Trots detta gjorde Burma, som kontrollerade Lan Na, flera försök att invadera Ayutthaya på 1750- och 1760-talet. Efter en lång belägring intog burmeserna staden 1767 och fördärvade den. Kungafamiljen flydde och kungen dog tio dagar senare av svält.

## Thonburi- och Bangkokperioden
Efter att Ayutthaya hade krossats av Burma lyckades Taksin ena thailändarna i ett nytt kungarike styrt från den nya huvudstaden Thonburi och han utropade sig själv till kung 1767. Taksin påstods emellertid ha blivit sinnessjuk och han avsattes, fängslades och avrättades 1782. General Chakri efterträdde honom som kung Rama I som blev den förste i Chakridynastin. Samma år gjorde Rama I Bangkok till sin nya huvudstad, tvärs över floden Chao Phraya från Thonburi. På 1790-talet besegrades burmeserna och drevs ut ur Siam, som riket då kallades. Även Lan Na frigjordes från Burma men den kung som tillsattes där var i praktiken en marionett till Chakri-monarken.
Efter brittiska segrar i grannlandet Burma 1826 blev Rama I:s ättlingar alltmer oroade över hotet från europeisk kolonialism. Det första thailändska erkännandet av en europeisk makt i området var ett freds- och handelsavtal med Storbritannien 1826. År 1833 inledde USA diplomatiska förbindelser med Siam, som var Thailands namn fram till 1939 samt mellan 1945 och 1949. Det var emellertid under regeringstiden för kung Mongkut (Rama IV) och hans son Chulalongkorn (Rama V) som Thailand på allvar inledde förbindelser med västmakter. Det är en vanlig åsikt att det var dessa monarkers diplomatiska skicklighet i kombination med en modernisering av Siams styre som gjorde att nationen blev det enda riket i Sydostasien som undvek europeisk kolonisering. 

Landförluster till brittiskt eller franskt styrda områden

Ett gränsavtal med Storbritannien 1909 reglerade den gränsens mellan Siam och brittiska Malacka genom att Thailand fick kontrollen över provinserna Pattani, Yala, Narathiwat och Satun, som tidigare utgjort delar av de delvis självständiga sultanaten Pattani och Kedah. En rad avtal med Frankrike fastställde landets östgräns mot Laos och Kambodja.

## Militärstyre
En militärkupp 1932 omvandlade Siam från en absolut till en konstitutionell monarki. Kung Prajadhipok (Rama VII) godtog till en början denna förändring men abdikerade senare och överlät tronen till sin brorson Ananda Mahidol (Rama VIII). Vid abdikationen sa kung Prajadhipok att en regents uppgift är att regera för hela folkets väl och inte för en utvald grupp. Kung Ananda Mahidol dog 1946 under oklara omständigheter. Han hittades skjuten i sin säng och många tror idag att han vådasköt sig själv. Han efterträddes av sin bror Bhumibol Adulyadej (Rama IX), den av Thailands kungar som regerat längst och som är mycket populär bland thailändare. Även om Thailand till namnet var en monarki regerades det av en serie militärregeringar, varav de främsta var ledda av Plaek Pibulsonggram och Sarit Thanarat, med korta perioder av demokratiskt styre emellan. Den siste ledaren för dessa militärregeringar, Sarit Thanarat, gav upp makten 1992 efter massiva folkliga protester understödda av kungen. Från 1992 till 2006 var Thailand en fungerande demokrati. I september detta år avsattes den dåvarande kontroversiella regeringen under miljardären Thaksin Shinawatra genom en statskupp och militären tog åter regeringsmakten.
I slutet av 1940 invaderade Thailand delar av Franska Indokina. Thailändarna, som var bättre utrustade och numerärt överlägsna fransmännen, erövrade därefter delar av Laos och Kambodja. Fransmännen vann emellertid ett sjöslag vid Koh Chang den 17 januari 1941. Japan medlade i konflikten och ett vapenstillestånd utropades 28 januari 1941. Den 9 maj undertecknades ett fredsavtal i Tokyo där Vichyfrankrike, efter japansk övertalning, gav upp de omstridda territorierna till Thailand. Efter andra världskriget gick den dåvarande premiärministern Pridi Phanomyong med på att återlämna de erövrade områdena till Frankrike, vilket var ett villkor för att Thailand skulle få medlemskap i det nybildade FN.
Den 8 december 1941, bara timmar efter attacken mot Pearl Harbor, krävde Japan att få transitera trupper över Thailand till fronten på Malackahalvön. Japan invaderade därefter Thailand och strider mellan thailändska och japanska trupper pågick i mellan sex och åtta timmar innan fältmarskalk Pibulsonggram beordrade eldupphör. Kort därefter fick Japan tillstånd att flytta trupper över thailändskt territorium och den 21 december 1941 undertecknade Thailand och Japan en militärallians med ett hemligt protokoll vari Japan förband sig att hjälpa Thailand ta tillbaka territorier som förlorats till de franska och brittiska kolonialmakterna. Thailand förband sig att hjälpa Japan i kriget mot de Allierade. Den 25 januari 1942 förklarade Thailand USA och Storbritannien krig. En thailändsk motståndsrörelse, med namnet Seri Thai, bekämpade dock med amerikanskt stöd japanerna under kriget.
Efter Japans kapitulation 1945 betraktades Thailand som en besegrad nation av de Allierade men landet ockuperades aldrig. Under efterkrigstiden hade Thailand goda relationer med USA, som sågs som en beskyddare mot kommunistiska revolutioner i grannländerna.
Thailand var även med och grundade ASEAN (Assiciation of SouthEast Asian Nations) 1967 och har, särskilt efter att demokrati infördes 1992 varit aktiv i organisationens verksamhet.

## Demokrati med kupper
Utvecklingen i Thailand efter 1973 kännetecknades av en kamp om att definiera landets politiska struktur. Kampen vanns av kungen och generalen Prem Tinsulanonda som förordade en demokratisk statsbildning.
Åren efter 1973 bestod av en svår, och ibland blodig, övergång från militärt till civilt styre med flera bakslag längs vägen. En revolution 1973 medförde en kort tid av instabil demokrati. En blodig högerkupp 1976 återinförde militärstyret. Under en stor del av 1980-talet styrdes Thailand av Prem, en demokratiorienterad politiker som återinförde parlamentarism. Därefter förblev landet demokratiskt förutom en kort period av militärt styre 1991-1992.
Jordbävningen i Indiska oceanen 2004 drabbade Thailands västkust.
Det populistiska partiet Thai Rak Thai med premiärminister Thaksin fick makten 2001 med stöd främst från landets fattiga. Thaksin lyckades få fart på ekonomin och genomförde de största bidragsprogrammen någonsin för Thailands fattiga landsbygdsbefolkning. Hans motståndare anklagade honom för att samtidigt utnyttja sin politiska makt för att gynna sina affärsintressen. 
Den 19 september 2006, när premiärministern var på besök i New York för ett möte i FN, genomförde arméchefen generallöjtnant Sonthi Boonyaratglin en statskupp. Den folkvalda premiärministern Thaksin Shinawatras regering ersattes av en militärjunta som upplöste parlamentet och Thailands författningsdomstol. Man införde krigslagar och tillsatte en marionettregim, ledd av general Surayud Chulanont och en ny konstitutionsdomstol som den 30 maj upplöste och förbjöd Thaksins parti Thai Rak Thai.
Den 19 augusti hölls en folkomröstning som resulterade i en återgång till demokratiska val. Thaksins anhängare, som organiserat sig i nya partier, segrade i parlamentsvalet den 23 december 2007. Folkmaktspartiet bildade en koalitionsregering, tillsammans med fem mindre partier, under ledning av Samak Sundaravej.
2008 inträffade en ny kupp, nu med hjälp av domstol. Efter omfattande protester från Folkalliansen för demokrati tvingade författningsdomstolen honom att avgå i september 2008. Samma öde drabbade Samaks efterträdare Somchai Wongsawat den 2 december.
Domstolen upplöste samtidigt Folkmaktspartiet. 2010 ockuperade det Thaksinvänliga Demokratiska alliansen mot diktatur delar av Bangkok i protest mot de styrande. Flera dödsoffer krävdes i sammandrabbningar med militär och bedömare varnade för inbördeskrig.
Yingluck Shinawatra,  syster till den omtvistade landsflyktige ex-premiärminister miljardären Thaksin Shinawatra,   blev premiärminister 2011 och störtades i en militärkupp 2014. Familjen Shinawatra blev en politisk maktfaktor 2001 då Thaksin tog över styret i landet.
Thailand är en monarki, ett kungarike. Kung Rama IX, den nionde kungen av Chakridynastin, var regent från 1946 till sin död 2016, vilket gjorde honom till den statschef som suttit längst och den längsta regerande monarken i Thailands historia. Kungen har officiellt titeln statschef, chefen för de väpnade styrkorna, upprätthållare av den buddhistiska religionen och försvarare av alla trosriktningar. Sedan en statskupp i maj 2014 styrs Thailand av en militärjunta. Armén i Thailand  genomförde en militärkupp och tog kontroll över landets regering under ledning av  arméchefen Prayut Chan-O-Cha.
Maha Vajiralongkorn är formellt Thailands kung från 1 december 2016 och kommer att få titeln kung Rama X. Han är ende son till framlidne kung Bhumibol.
I mars 2019 fick militärjuntans stödparti  Palang Pracharat  segern över oppositionspartiet Pheu Thais i det thailändska valet. Militärjuntan och dess stödpartier var redan garanterad samtliga platser i en av kamrarna, senaten, efter en grundlagsändring efter militärkuppen 2014.  Det fanns misstankar om valfusk och röstköp. Den tidigare ledaren för militärjuntan, Prayut Chan-o-cha, valdes till ny premiärminister i juni 2019.